# 愛知県道454号大里停車場清須線
愛知県道454号大里停車場清須線（あいちけんどう454ごう おおさとていしゃじょうきよすせん）は、愛知県稲沢市から清須市に至る一般県道である。

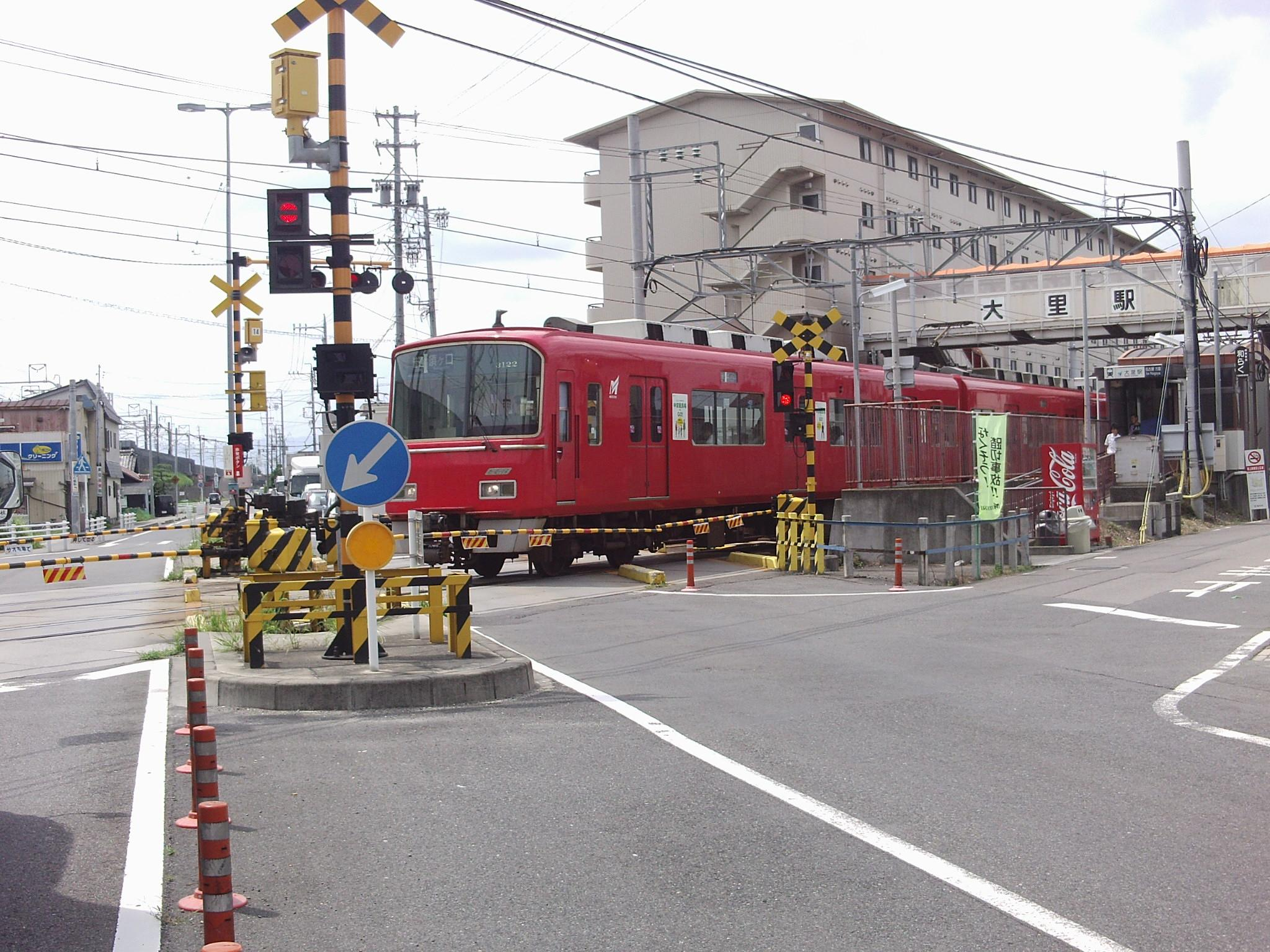
起点大里停車場。踏切道の少し先の交差点までが当県道。

## 概要

### 路線データ
- 起点：大里停車場
- 終点：愛知県清須市一場

## 沿革
- 1972年9月16日：一般県道大里停車場清洲線として認定。
- 2007年4月1日：一般県道大里停車場清須線に改称。

## 通過する自治体
- 愛知県
  - 稲沢市
  - 清須市

## 接続する道路
- 愛知県道190号名古屋一宮線（岐阜街道、鮎鮨街道）
- 愛知県道127号助七西田中線

## 周辺
- 名鉄名古屋本線 大里駅
- JR東海道本線 清洲駅